# Jižní Kordofán
Jižní Kordofán (arabsky: جنوب كردفان Ğanūb Kurdufān) je jeden z 18 vilájetů Súdánské republiky. Zaujímá rozlohu 158 355 km² a počet jeho obyvatelstva se pohybuje okolo 1 100 000 lidí. Hlavním městem je Kaduqli. Velkou část vilájetu tvoří pohoří Núba, kde žijí etničtí Núbové. Mezi Núby a centrální vládou existují chronické politické rozpory, které často ústí do ozbrojených konfliktů.
V roce 2011 se centrální vláda snažila vytvořit mírovou dohodu jak s Núby, tak s ostatními etniky Jižního Kordofánu, dokonce se začalo pracovat na ústavě platné konkrétně na tento region, která by reflektovala politické potřeby místních obyvatel. Nicméně, ve zmanipulovaných volbách se guvernérem Jižního Kordofánu stal Ahmed Haroun, který je hledán Mezinárodním soudním dvorem pro zločiny proti lidskosti. Ten zastavil proces ústavního sebeurčení místních obyvatel a jako reakci na autonomistické snahy jednotlivých kmenů začal bombardovat vesnice a provádět etnické čistky.

## Dějiny
Ačkoliv je Jižní Kordofán součástí (severního) Súdánu, tak jej obývají různá etnika, které více sympatizují s Jižním Súdánem, což vyvolává prudké reakce centrální vlády.
Od roku 2009 probíhají s proměnlivou intenzitou boje mezi kmeny a centrální vládou, a také mezi kmeny samotnými, kteří bojují o omezené zdroje vody a dobytka. Počet mrtvých tohoto táhlého konfliktu vzhledem k odlehlosti regionu nelze přesně říci, pravděpodobně se pohybuje v tisících.
Oblast Abyei, dřívější součást Jižního Kordofánu, je zdrojem sporů mezi Súdánem a Jižním Súdánem, zejména kvůli zdrojům ropy.